# Adam Solomon
Adam Solomon (Mombasa, 1º gennaio 1963) è un chitarrista e cantante keniota.
Oltre alla propria discografia, realizzata come solista o come leader di gruppi da lui stesso fondati (prima gli Afronubians e poi i Tikisa), ha contribuito alla musica africana collaborando con innumerevoli artisti sia kenioti (Joseph Kamaru, Bana Citoyen, Super Kalles, Super Mazembe, Les Wanyika, Popo Lipo of Lessa Lessan, Nine Stars Band, Kanda Bongo Man, Fadhili Williams, Juma Toto e Mombasa Roots) che di altre nazioni (per esempio Papa Wemba e Ismaël Lô). Negli anni '90 si è trasferito in Canada, dove vive tuttora.

## Discografia parziale
- Afronubians, Tour to Africa (1994)
- Afronubians, The Great Africans (1995)
- Adam Solomon & Tikisa, Safari (1996)
- Rocket Express II: African Renaissance Blues (2003)
- Afronubians, Afronubians Live (2005, pubblicato postumo)
- Adam Solomon & Tikisa, Mti Wa Maisha (Tree of Life) (2006)
- Roots Rhythms (Magoma Asili) (2007

### Collaborazioni
- Show Do Man, Trouble Trouble (1994)
- Achilla Orru, Tae Kwarro (2000)
- AAVV, African Guitar Summit (2004)
- AAVV, African Guitar Summit II (2007)